# Gourock-Nationalpark
Der Gourock-Nationalpark ist ein Nationalpark im Südosten des australischen Bundesstaates New South Wales, etwa 85 Kilometer südöstlich von Canberra und rund 42 Kilometer nordöstlich von Cooma.
Der Park schließt bei westlich an den Deua-Nationalpark und südlich an den Tallaganda-Nationalpark an und liegt auf dem Kamm der Great Dividing Range. Auf dem Tafelland wächst Eukalyptus-Primärwald, der Lebensraum für den Beutelmarder und andere Tiere bietet, die auf hohle Baumstämme angewiesen sind.